# Liste der Bischöfe von Southwell und Nottingham
Die Liste der Bischöfe von Southwell und Nottingham stellt die bischöflichen Titelträger der Church of England, der Diözese von Southwell und Nottingham, in der Province of York dar.
Im Jahr 2005 wurde der Titel von Southwell in Southwell und Nottingham geändert, damit die Strukturen für die Bevölkerung klarer wurden.
| Liste der Bischöfe von Southwell                | Liste der Bischöfe von Southwell | Liste der Bischöfe von Southwell | Liste der Bischöfe von Southwell                          |
| ----------------------------------------------- | -------------------------------- | -------------------------------- | --------------------------------------------------------- |
| Von                                             | Bis                              | Name                             | Anmerkungen                                               |
| 1884                                            | 1904                             | George Ridding                   |                                                           |
| 1904                                            | 1925                             | Edwyn Hoskyns                    | vorher Bischof von Burnley                                |
| 1926                                            | 1928                             | Bernard Heywood                  | danach Bischof von Hull und Ely                           |
| 1928                                            | 1941                             | Henry Mosley                     | vorher Bischof von Stepney                                |
| 1941                                            | 1964                             | Russell Barry                    |                                                           |
| 1964                                            | 1970                             | Gordon Savage                    | vorher Bischof von Buckingham                             |
| 1970                                            | 1985                             | Denis Wakeling                   |                                                           |
| 1985                                            | 1988                             | Michael Whinney                  | vorher Bischof von Aston                                  |
| 1988                                            | 1999                             | Patrick Harris                   | vorher Bischof von Nord-Argentinien                       |
| 1999                                            | 2005                             | George Henry Cassidy             |                                                           |
| Liste der Bischöfe von Southwell und Nottingham |                                  |                                  |                                                           |
| 2005                                            | 2009                             | George Henry Cassidy             |                                                           |
| 2010                                            | 2014                             | Paul Butler                      | vorher Bischof von Southampton, danach Bischof von Durham |
| 2015                                            | Gegenwart                        | Paul Williams                    | vorher Bischof von Kensington                             |